# Abborrtjärnen (Mora socken, Dalarna, 675220-142031)
Abborrtjärnen är en sjö i Mora kommun i Dalarna och ingår i Dalälvens huvudavrinningsområde.